# Луї Едуар Бюро
Луї Едуар Бюро або просто Едуар Бюро (фр. Louis Édouard Bureau або фр. Édouard Bureau, 25 травня 1830 — 14 грудня 1918) — французький ботанік, палеоботанік, професор ботаніки, міколог, зоолог, доктор медичних наук та геолог.

## Біографія
Едуар Бюро народився в місті Нант 25 травня 1830 року.
З 1848 до 1852 отримував медичну освіту в Нанті. У 1874 році Бюро був призначений професором ботаніки в Музеї природознавства в Парижі. Едуар Бюро займався науковими дослідженнями з систематики та анатомії рослин, а також по геології і зоології. Він виявив декілька викопних рослин у Великій Британії. Едуар Бюро вніс значний внесок у ботаніку, описавши багато видів рослин.
Едуар Бюро помер у Парижі 14 грудня 1918 року.

## Наукова діяльність
Едуар Бюро спеціалізувався на скам'янілостях, насіннєвих рослинах та на мікології.

## Наукові роботи
- Monographie des Bignoniacées …, 1864.
- Plantes nouvelles du Thibet et de la Chine occidentale …, 1891. (у співавторстві з Адрієном Франше).
- De la famille des Loganiacées et des plantes qu'elle fournít a la médecine. 1856.
- Notice sur les travaux scientifiques de M. Édouard Bureau. 1901, 1864.
- Révision du genre Catalpa. 1894.
- Bassin houiller de la basse Loire. 1910—1914[9].
- Notice sur la géologie de la Loire-Inférieure… avec listes des végétaux fossiles. 1900.